# 休·马西森
休·马西森（英語：Hugh Matheson，1949年4月16日—），英国男子赛艇运动员。他曾代表英国参加1972年、1976年和1980年夏季奥林匹克运动会赛艇比赛，其中1976年奥运会获得一枚银牌。